# Streptopain
Streptopain (EC 3.4.22.10, Streptococcus peptidaza A, streptokokalna cisteinska proteinaza, Streptococcus proteaza) je enzim. Ovaj enzim katalizuje sledeću hemijsku reakciju
Preferentno razlaganje hidrofobnih ostataka u P2, P1 i P1'
Ovaj enzim je prisutan u Streptococcus bakterijama grupe A.

## Spoljašnje veze
- Streptopain на 